# AX
AX（エーエックス、Architecture eXtendedで拡張型設計の事）とはPC/AT互換機にハードウェア的な方法で日本語機能を追加したパソコンの規格のひとつ。

## 概要
日本電気(NEC)のPC-9800シリーズが日本のパソコン市場で首位を固めつつあった1986年に、対抗規格としてアスキーとマイクロソフトにより提唱された規格で、当時PC/AT互換機で登場からの期間が長く、安定度が高かったと思われる表示規格のEGAモード（640×350ドット）をもとに、日本語対応と解像度を高めたJEGAモード（640×480ドット）を採用し、専用チップで構成されていた。

## 歴史
NECと富士通、松下電器を除く電気機器メーカー（ソニー、日立製作所、シャープ、東芝など）は1987年10月にAX協議会を設立、翌1988年2月発売の三洋電機MBC-17Jを皮切りにAX規格パソコンを製造、販売した。しかしながら、日本語化のために製造コストが高まり、世界仕様のPC/AT互換機や日本国内で普及していたPC-9800シリーズなどよりも割高になってしまった。また、日本アイ・ビー・エムや東芝は独自方式での日本語化を行っており、同じPC/AT互換機ベースでも日本語ソフトウェアの互換性は確保されなかった。そのような理由から、AX規格PCのシェアは伸び悩み、一部の外資系企業や製造メーカーの系列企業で導入された程度で、パソコン取り扱い店頭で見かけることも少なく、一般にはほとんど普及しなかった。
さらに、VGAの登場と市場の移行に対しJVGAの登場は遅れに遅れ、1990年末には特別な日本語用追加ハードなしで日本語表示が可能なDOS/Vが登場したため、存在意義が薄れてしまった。
この頃まで、累計出荷台数20万台弱に過ぎなかったAX陣営は、1991年3月にPCオープン・アーキテクチャー推進協議会（OADG）の仕様に合流し、DOS/VのVGAに対応したコンセプトとしてAX-VGAを採用。1992年には、VGAモードでAX日本語ソフトを実行できる「AX-VGA/H」（日本語専用チップで構成）や、「AX-VGA/S」（DOS/V同様、ソフトウェアで日本語化を行う。ハードウェアは386とVGA・充分なRAMがあれば動作する）が登場したものの普及することはなく、AXとDOS/Vを統合すべく同年夏にベータテストが行なわれたマイクロソフトの「MS-DOS 5.0a/V」は互換性への懸念によりユーザー層からの猛反発を受けて発売が中止されている。
結局、DOS/Vの普及と1993年のWindows 3.1発売によってAXは消滅の道をたどった。
なお、AX協議会の事務局機能は1992年にオープンインタフェース株式会社となりシステムインテグレータとして以後も活動を続けたが、同社は2011年3月に破産している。

## 主要メーカー
社名は当時のもの
- 沖電気工業 if386AX30シリーズ/50シリーズ
- カシオ計算機※ AX-8000D/8000L
- キヤノン※ Axi (DX-20/20P/10/10P)
- 京セラ※ AX386 model A
- 三洋電機※ MCB-17シリーズ/18シリーズ
- シャープ※ AX286D/286L/AX386 (MZ-8000)
- ソニー※ Quarter L（PCX-300シリーズ）
- 日本エイサー Acer1100/1200/1170
- 日本NCR PC-AXL/PC-AX32
- 日本ビクター※
- 日本ユニシス
- 日立製作所※ FLORA 3010シリーズ/3020シリーズ
- 三菱電機※ MAXY (M3201/M3202/M3205)
- 横河・ヒューレット・パッカード Vectra-AXシリーズ
- 三井物産デジタル (DELL)
- 日本オリベッティ

名前の後ろに ※ が付くはMSXも製造販売していたメーカー。